# Weingut Horst Sauer
Das Weingut Horst Sauer ist ein mehrfach prämiertes Weingut im Weinanbaugebiet Franken. Das Gut befindet sich im Volkacher Ortsteil Escherndorf im Landkreis Kitzingen und liegt inmitten des Dorfes an der Bocksbeutelstraße. 

## Geschichte
Horst Sauer übernahm das kleine Escherndorfer Gut von seinem Vater. Zu diesem Zeitpunkt umfasste der Betrieb lediglich die kleine Fläche von 1,5 ha Weingärten. 1994 war die Rebfläche bereits auf 5 ha angewachsen und nachdem das Weingut im 21. Jahrhundert vermehrt Preise gewann, konnte Sauer die Fläche seines Gutes weiter steigern. Im Jahr 2013 betrug die Fläche 16,5 ha, bis 2023 wuchs sie auf 21,6 ha an.

## Weine und Lagen
Das Weingut baut überwiegend Silvaner (38 %), Müller-Thurgau (23 %) und Riesling (15 %) an. Daneben werden Bacchus, Scheurebe, Weiß- und Spätburgunder gelesen. Beim Müller-Thurgau überwiegen vor allem Spätlesen. Die Weine reifen in großen Stahltanks. Überwiegend wachsen die Trauben in den Lagen Escherndorfer Lump und Escherndorfer Fürstenberg. Diese Lagen weisen Muschelkalk, Lettenkeuper und Lößlehm auf.

## Auszeichnungen (Auswahl)
Das Weingut Horst Sauer ist eines der meistprämierten Güter im Anbaugebiet Franken und ist seit 2001 Mitglied im VDP. Neben vielen nationalen Preisen, ehrte man Sauer auch mit einigen internationalen Auszeichnungen.
- 1995, 1998, 2001, 2004, 2008, 2011, 2014 – Bayerischer Staatsehrenpreis
- „Bester deutscher Weißweinproduzent“ – London International Wine and Spirit Competition
- 2004 „Bester Weißweinproduzent weltweit“ – London International Wine and Spirit Competition[3]
- 2007 Ordre de Saint Fortunat – Grand Prix de Vin
- 2010 Bester Süßwein des Jahres – MUNDUS VINI
- 2014 Trophy Sieger – International Wine Challenge London
- 2015 Goldmedaille – AWC Vienna

## Mitgliedschaften
- Verband Deutscher Prädikatsweingüter (VDP)[4]
- Frank & Frei[5]